# Carreras (Santa Fe)
Carreras es una localidad del departamento General López, provincia de Santa Fe, República Argentina. Se ubica a la vera de la ruta provincial 90, a 15 km de Melincué (cabecera departamental) y a 280 km de la ciudad de Santa Fe.

## Población
Cuenta con 1972 habitantes (Indec, 2010), lo que representa un descenso del 8% frente a los 2137 habitantes (Indec, 2001) del censo anterior.
| Gráfica de evolución demográfica de Carreras entre 1991 y 2010 |
|                                                                |
| Fuente: Censos nacionales del INDEC                            |

## Parajes
- Colonia El Carmen.

## Santo patrono
- San José, festividad: 19 de marzo

## Historia

### ElGran Ferrocarril del Sud de Santa Fe y Córdoba
Como muchos de los pueblos de la provincia de Santa Fe, Carreras tuvo su origen en el paso por sus tierras del Ferrocarril. Es un proceso que comienza puntualmente el 2 de octubre de 1886 cuando el Senado y la Cámara de Diputados de la Nación por Ley 1835 otorgan la autorización para construir un ramal que partiendo desde un punto del ferrocarril ya construido de Rosario a Buenos Aires que pasaba por la costa del río Paraná, avanzara hacia Venado Tuerto y desde ahí en un segundo tramo hacia la localidad de La Carlota en el sur de Córdoba. Esta autorización que va sufriendo año tras año prórrogas, cambios de concesionarios e inclusive cambios de trazado, finalmente se concreta y es el Gran Ferrocarril del Sud de Santa Fe y Córdoba el que en 1888 comienza desde el mismo puerto de Villa Constitución la construcción de las vías que finalmente llegarían como estaba previsto a Venado Tuerto y a La Carlota. Esta Empresa de capital británico tenía una subsidiaria que con el nombre de "Compañía de Tierras del Grand Sud de Santa Fe y Córdoba" es la encargada de comercializar la tierra a lo largo del incipiente ferrocarril. Luego de conseguir comprar los terrenos necesarios a José Carreras estanciero que acaparaba gran cantidad de leguas cuadradas en la zona, sin perder tiempo esta Compañía inicia los trámites necesarios ante el Gobierno provincial para gestionar la aprobación de la traza del pueblo. Obtenida la misma, en 1888 es fundada por la "Cía de Tierras del Grand Sud de Santa Fe y Córdoba".El 19 de marzo de 1889 es la fecha oficial de la fundación de Carreras. El 1 de mayo de 1890 se detiene en la flamante estación de Carreras el primer tren de cargas, y el 26 de junio del mismo año, causa parada camino de San Urbano, el primer tren de pasajeros.
Para junio de 2020, Carreras es centro de atención por el aumento de contagios por la enfermedad de coronavirus por (COVID-19), totalizando 34 casos positivos confirmados. En julio del mismo año, aparece el primer fallecido por el COVID-19, siendo este un hombre de 93 años.

## Entidades deportivas
- Carreras Atletic Club: Cuenta desde 1936 con el "Salón La Glorieta”.
- Club Atl. Estudiantes
- Club Soc. Italiana de Soc. Mutuos.

## Personalidades destacadas
- Juan Marcos "Tati" Angelini, nacido y residente de la localidad de Carreras, fue piloto de Turismo Carretera habiendo obtenido importantes logros con su Dodge en la máxima categoría del automovilismo argentino. Falleció el 23 de septiembre de 2018 a causa de un accidente aéreo con su aeronave Pitts, matrícula LV-X683, cerca de su propio hangar en Carreras, Santa Fe.

- Norberto "Pocho" Boggio, nacido el 11 de agosto de 1931. Exjugador de fútbol. Anotó el primer gol jugando para San Lorenzo de Almagro en el estadio Jalisco el 31 de enero de 1960 ante el Atlas de Guadalajara. Además participó de la Selección Argentina jugando en el mundial de Suecia 58.

- Mariela Alejandra Corti, nacida el 1 de marzo de 1971. Dra. en Astronomía, de la Universidad Nacional de La Plata e investigadora del CONICET.

## Biblioteca Popular Guido Spano
Fue fundada el 24 de agosto de 1925. Su primer socio honorario fue Pedro Bienvenido Cappellini.

## Parroquias de la Iglesia católica en Carreras
| Diócesis  | Venado Tuerto |
| --------- | ------------- |
| Parroquia | San José      |